# 나가사오촌
나가사오촌(長竿村)은 이바라키현 가와치군·이나시키군에 설치되었던 촌이다. 현재의 가와치정 중부에 해당한다.